# Roti (eiland)

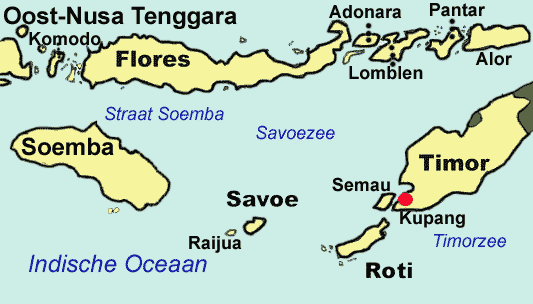

Roti is een Indonesisch eiland (oppervlakte: 1200 km²). Het is het zuidelijkste eiland van Indonesië, en maakt deel uit van de Kleine Soenda-eilanden (ook wel Nusa Tenggara genoemd). Roti ligt 500 kilometer van de Australische kust en 170 kilometer van de eilanden Ashmore en Cartier. Ten noordoosten ligt het eiland Timor, waarvan het gescheiden wordt door de Straat Roti.
Samen met minimaal dertien kleinere eilanden die niet ver uit de kust zijn gelegen, waaronder Ndao, vormt Roti het regentschap Rote Ndao, onderdeel van de provincie Oost-Nusa Tenggara.

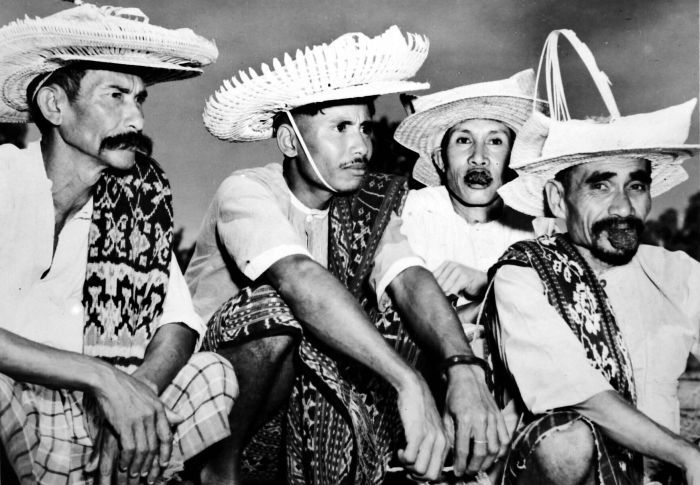
Notabelen van het eiland Roti

## Trivia
- In het pak van Sjaalman staat een artikel over de niet-etende bevolking van het eiland Roti bij Timor.
- Een ondersoort van McCords slangenhalsschildpad (Chelodina mccordi mccordi) is endemisch op Roti en is een van de 25 meest bedreigde schildpadden ter wereld.
- De rotiboszanger (Phylloscopus rotiensis) is een endemische, op een fitis of tjiftjaf gelijkende vogelsoort die pas in 2018 werd beschreven. De rotiboszanger komt slechts in twee bossen op het eiland voor.